# Taigan
Taigan neboli kyrgyzský chrt (kyrgyzsky: тайган) je psí plemeno typu chrt původem z Kyrgyzstánu. Je to plemeno, které není uznané žádnou kynologickou federací včetně Mezinárodní kynologickou federací (FCI). Plemeno uznává pouze několik členských klubů FCI, například německý klub Verband für das Deutsche Hundewesen. Jedinci plemene taigan jsou středně velcí psi, kteří se stavbou těla podobají jiným chrtům (například anglickému chrtovi) a mají vlnité, středně dlouhé chlupy.

## Historie

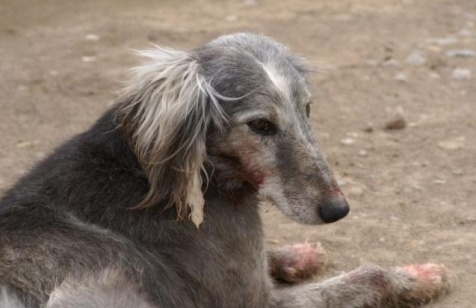
Hlava psa

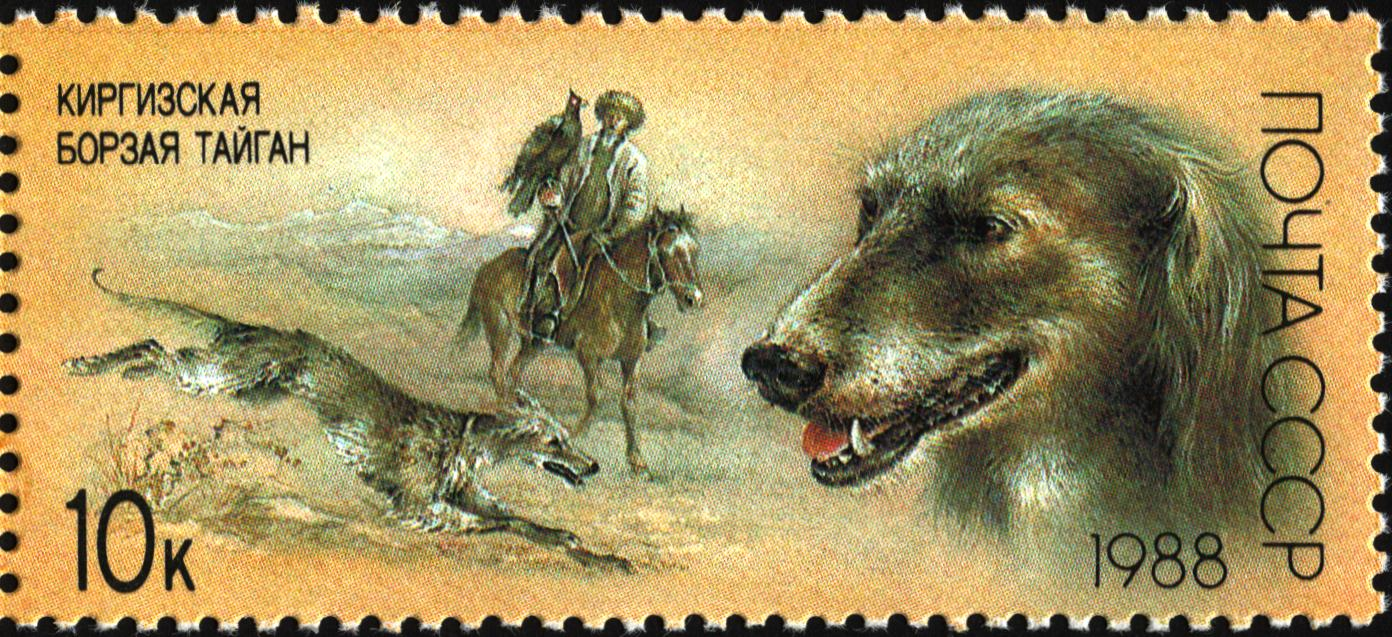
Kyrgyzská poštovní známka s taiganem

Stejně jako azavak, sloughi, saluki, afghánský chrt nebo tazi, je taigan jedním z rodiny východních chrtů, které lze nalézt od severní Afriky až po střední Asii. Po většinu času byli Kyrgyzové převážně kočovný národ cestující od Sibiře až po střední Asii. I proto je taigan směsicí různých místních plemen, která již pravděpodobně vymřela, nebo jsou jejich populace velmi malé. Nicméně, Kyrgyzové přirozeným křížením dostali psa uzpůsobeného k jejich potřebám; nenáročného, rychlého, schopného lovit i hlídat majetek. Často je využívali společně také s cvičeným dravcem.
V roce 1930 sovětští kynologové začali registrovat tyto psy v Kyrgyzské SSR, ale tuto práci museli zastavit po německé invazi do SSSR v roce 1941. V roce 1964 byl v SSSR stanoven první standard plemene. V té době se taigani krom lovu v odlehlých oblastech chovali spíše pro coursing, ve kterém ale byla jedna odlišnost oproti evropskému coursingu; bylo možné využívat živou návnadu, většinou králíka nebo lišku. Poté, co se Kyrgyzstán v roce 1991 osamostatnil, plemeno prošlo značnými změnami. Mnoho Kyrgyzů se vrátilo ke kočovnému životu, pro některé se lov opět stal povoláním, které jim pomáhalo, vydělat si na živobytí. Tyto změny většinou měly na chov taiganů dobrý vliv, především se jejich populace zvětšovala pro potřeby lovců. V roce 1995 byl organizací Rada Cinologist z Kyrgyzské republiky přijat nový standard plemene.
V listopadu roku 2003, během státní návštěvy Norska, dal tehdejší prezident Askar Akajev dvě štěňata plemene taigan jako dárek králi Haraldu V. a premiérovi Kjellovi Bondevikovi. To způsobilo zmatek, jelikož norské dovozní předpisy vyžadují karanténu po dobu čtyř měsíců pro psy vstupující do Norska z neevropské země. Ani sám král a premiér neměli o štěňata valný zájem. Aby se předešlo vrácení štěňat do země původu a ostudě, vzala si k sobě štěňata starostka města Trondheim, Rita Otterviková. Od roku 2005 oficiálně v Kyrgyzstánu existuje národní Kennel Club, který podléhá FCI, takže stát již může požádat o mezinárodní uznání plemene, avšak zatím se tak nestalo. Nicméně, členské kluby FCI v Rusku, na Ukrajině, v Bělorusku, Kazachstánu, Uzbekistánu, Estonsku, Lotyšsku, Litvě, Maďarsku, Polsku a Německu již plemeno taigan oficiálně uznaly.

## Charakteristika

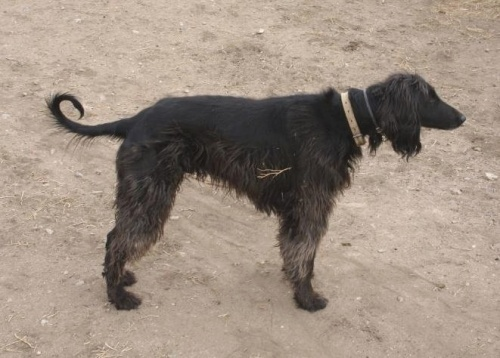

Taigan je plemeno chrta střední až velké velikosti. Minimální výška pro psy (samce) činí 65 cm, u fen je to pouze 60 cm. Horní hranice není stanovená. Srst taiganů je středně dlouhá, vlnitá, hustá a na dotek hebká. V zimě tvoří podsadu. Může mít několik zbarvení, avšak nejčastěji viděné je černé s bílým pálením na nohách, hrudi, ocase a hlavě. Další možné zbarvení je jednolité černé, bílé, šedé, nebo hnědé se žlutým pálením. Tělo taiganů je, stejně jako u ostatních plemen chrtů atletické, svalnaté, se silně vtaženým břichem. Uši svěšené, srst na nich tvoří volánky. Nejcharakterističtějším znakem taiganů je ale jejich ocas. V něm jsou obratle tvořeny tak, že jej nelze jinak ohnout nebo zaúhlit, proto jej pes v každé situaci nosí stále svěšený. To může například znamenat problém při komunikaci s jinými psy, jelikož ocas je častým prostředkem dorozumívání; pokud s ním pes mává, tak vítá nového psa, pokud jej má strnule mezi nohama, bojí se. To může vést k mylnému pochopení pocitů taigana ze strany druhého psa. Typickým faktorem pro taigany, přestože není zvenku vidět, jsou mimořádně objemné plíce.

### Povaha

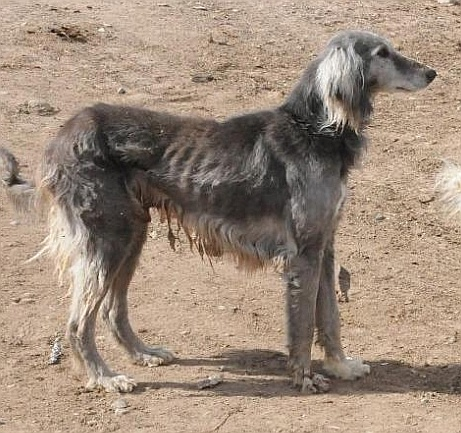

Povahově je taigan skutečný chrt; nezávislý, odtažitý, ostražitý, sebevědomý a samostatný. Přestože může být na svého majitele citově fixován, nedává to na sobě znát. Změny prostředí nebo majitele nenese příliš dobře, jedná se o věrné psy. Má dobře vyvinutý lovecký i ochranářský pud. Stejně jako ostatní chrti, i tento takzvaně „loví očima“. To znamená, že se při lovu příliš neřídí sluchem, ale zrakem. Pokud uvidí něco neobvyklého nebo zajímavého, prostě se za tím poběží podívat. A s rychlostí až 50 kilometrů za hodinu je člověkem nedostižitelný. Obzvláště od lovu je těžké taigana odvolat, proto se doporučuje jej v neoploceném areálu vždy mít na vodítku. Čichem a sluchem se řídí sekundárně, avšak i tyto smysly má dobré. Jiné psy ignoruje a jejich vztah je harmonický většinou jen do té doby, dokud se cizí pes nad taigana nezačne povyšovat. V takové chvíli umí být taigan nepředvídatelný. K dětem má dobrý vztah, je trpělivý a pokud je mu něco nepříjemné, prostě uteče. Ke kousnutí se uchýlí, jen pokud je ve skutečném nebezpečí on nebo majitel. Přestože má dobře vyvinutý ochranářský pud, málo štěká. Pokud se ale na jeho teritoriu objeví nezvaný host, neváhá ho s vrčením a pomocí kousání zase vyprovodit.